# Железная дева
«Желе́зная де́ва» (англ. Iron maiden) — устройство, якобы средневековое орудие смертной казни или пыток, представляющее собой сделанный из железа шкаф, внутренняя сторона которого усажена длинными острыми гвоздями.

## Достоверность
«Железную деву» относят к эпохе Средневековья, но на самом деле орудие было изобретено не раньше конца XVIII века.
Достоверные сведения об использовании «железной девы» для пыток и казни отсутствуют. Существует мнение, что она была сфабрикована в эпоху Просвещения. Самый старый известный экземпляр был построен в Нюрнберге (откуда популярное название Нюрнбергская дева), предположительно в начале XVI века. До наших дней он не сохранился: в 1944 году крепость, в подвале которой находилась эта так называемая «Нюрнбергская дева», была разрушена в результате авианалёта. Также имеется экземпляр в швейцарском замке-музее Кибург. Также, по некоторым данным, иное название — «Бранденбургская дева».

## Аналогичные устройства
По рассказам древних писателей, подобный способ казни был впервые изобретён спартанским тираном Набисом. Придуманный им аппарат имел вид женщины, сидящей на стуле, и назывался Апегой, по имени жены тирана; с приближением осуждённого Апега вставала и закидывала ему на спину обе свои руки, усеянные, как и грудь, острыми гвоздями, которые разрывали тело на части:

Он же велел изготовить следующую машину, если только позволительно называть машиною такой снаряд. Это была роскошно одетая фигура женщины, лицом замечательно похожая на супругу Набиса. Вызывая к себе того или другого гражданина с целью выжать у него деньги, Набис долгое время мирно уговаривал его, намекая на опасности от ахеян, угрожающие стране и городу, указывая на большое число наёмников, содержимых ради благополучия же граждан, напоминая о расходах, идущих на чествование божеств и на государственные нужды, если вызванный гражданин поддавался внушениям, тиран этим и довольствовался. Если же кто начинал уверять, что денег у него нет, и отклонял требование тирана, Набис говорил ему примерно так: «Кажется, я не умею убедить тебя; полагаю, однако, что моя Апега тебя убедит». Так называлась супруга Набиса. Чуть он только произносил эти слова, как являлось упомянутое выше изображение. Взяв супругу за руку, Набис поднимал её с кресла, жена заключала непокорного в свои объятия, который вплотную прижимался к её груди. Плечи и руки этой женщины, равно как и груди, были усеяны железными гвоздями, которые прикрывались платьем. Всякий раз, как тиран упирался руками в спину женщины, и потом при помощи особого снаряда мало-помалу притягивал несчастного и плотно прижимал к груди женщины, истязуемый испускал крики страдания. Так Набис погубил многих, отказывавших ему в деньгах.
Если описание имело реальные корни, то можно считать это устройство одним из первых известных механических автоматов — где в движение механизм приводился весом осуждённого, который действовал на пружину в полу.